# Вёрда (приток Пары)
Вёрда — река в Тамбовской и Рязанской областях России.
Протекает по территории Староюрьевского и Сараевского районов. Берёт начало у села Большая Верда на границе областей. Течение северо-восточного направления. Между сёлами Сысои и Борец впадает в реку Пару в 126 км от её устья по левому берегу. Длина реки составляет 75 км, площадь водосборного бассейна — 830 км². Ширина русла в нижнем течении местами достигает 30 м.
На реке расположен посёлок городского типа Сараи. На протяжении 25 км, от станции «Верда» (линия Ряжск — Моршанск) до устья, пригодна для плавания на байдарках.

## Притоки (км от устья)
- 38 км — река Вердица (пр)
- 53 км — река Витуша (пр)
- 62 км — река Бока (лв)

## Данные водного реестра
По данным государственного водного реестра России и геоинформационной системы водохозяйственного районирования территории РФ, подготовленной Федеральным агентством водных ресурсов:
- Бассейновый округ — Окский
- Речной бассейн — Ока
- Речной подбассейн — бассейны притоков Оки до впадения реки Мокши
- Водохозяйственный участок — Ока от города Рязань до в/п с. Копаново без р. Проня[3]

Код водного объекта — 09010102212110000025966.